# Atalaya del Cañavate
Atalaya del Cañavate är en kommun i Spanien. Den ligger i provinsen Provincia de Cuenca och regionen Kastilien-La Mancha, i den centrala delen av landet, 160 km sydost om huvudstaden Madrid. Antalet invånare är 133.